# Medalhistas de Ouro no Campeonato Mundial de Badminton
Essa é uma tabela de todos os medalhistas de ouro do Campeonato Mundial de Badminton. Desde 1983, o evento é realizado a cada dois anos, passando a ser anual desde 2005, mas tendo uma pausa durante os anos dos Jogos Olímpicos de Verão.
| Ano  | Simples Masculino | Simples Feminino  | Duplas Masculinas              | Duplas Femininas               | Duplas Mistas                                  |
| ---- | ----------------- | ----------------- | ------------------------------ | ------------------------------ | ---------------------------------------------- |
| 2021 | Loh Kean Yew      | Akane Yamaguchi   | Takuro Hoki Yugo Kobayashi     | Chen Qingchen Jia Yifan        | Dechapol Puavaranukroh Sapsiree Taerattanachai |
| 2019 | Kento Momota      | P. V. Sindhu      | Mohammad Ahsan Hendra Setiawan | Mayu Matsumoto Wakana Nagahara | Zheng Siwei Huang Yaqiong                      |
| 2018 | Kento Momota      | Carolina Marín    | Li Junhui Liu Yuchen           | Mayu Matsumoto Wakana Nagahara | Zheng Siwei Huang Yaqiong                      |
| 2017 | Viktor Axelsen    | Nozomi Okuhara    | Liu Cheng Zhang Nan            | Chen Qingchen Jia Yifan        | Tontowi Ahmad Liliyana Natsir                  |
| 2015 | Chen Long         | Carolina Marín    | Mohammad Ahsan Hendra Setiawan | Tian Qing Zhao Yunlei          | Zhang Nan Zhao Yunlei                          |
| 2014 | Chen Long         | Carolina Marín    | Ko Sung-hyun Shin Baek-cheol   | Tian Qing Zhao Yunlei          | Zhang Nan Zhao Yunlei                          |
| 2013 | Lin Dan           | Ratchanok Intanon | Mohammad Ahsan Hendra Setiawan | Wang Xiaoli Yu Yang            | Tontowi Ahmad Liliyana Natsir                  |
| 2011 | Lin Dan           | Wang Yihan        | Cai Yun Fu Haifeng             | Wang Xiaoli Yu Yang            | Zhang Nan Zhao Yunlei                          |
| 2010 | Chen Jin          | Wang Lin          | Cai Yun Fu Haifeng             | Du Jing Yu Yang                | Zheng Bo Ma Jin                                |
| 2009 | Lin Dan           | Lu Lan            | Cai Yun Fu Haifeng             | Zhang Yawen Zhao Tingting      | Thomas Laybourn Kamilla Rytter Juhl            |
| 2007 | Lin Dan           | Zhu Lin           | Markis Kido Hendra Setiawan    | Zhang Jiewen Yang Wei          | Nova Widianto Lilyana Natsir                   |
| 2006 | Lin Dan           | Xie Xingfang      | Cai Yun Fu Haifeng             | Gao Ling Huang Sui             | Nathan Robertson Gail Emms                     |
| 2005 | Taufik Hidayat    | Xie Xingfang      | Howard Bach Tony Gunawan       | Yang Wei Zhang Jiewen          | Nova Widianto Lilyana Natsir                   |
| 2003 | Xia Xuanze        | Zhang Ning        | Lars Paaske Jonas Rasmussen    | Gao Ling Huang Sui             | Kim Dong-moon Ra Kyung-min                     |
| 2001 | Hendrawan         | Gong Ruina        | Halim Haryanto Tony Gunawan    | Gao Ling Huang Sui             | Zhang Jun Gao Ling                             |
| 1999 | Sun Jun           | Camilla Martin    | Ha Tae-kwon Kim Dong-moon      | Ge Fei Gu Jun                  | Kim Dong-moon Ra Kyung-min                     |
| 1997 | Peter Rasmussen   | Ye Zhaoying       | Candra Wijaya Sigit Budiarto   | Ge Fei Gu Jun                  | Liu Yong Ge Fei                                |
| 1995 | Heryanto Arbi     | Ye Zhaoying       | Rexy Mainaky Ricky Subagja     | Gil Young-ah Jang Hye-ock      | Thomas Lund Marlene Thomsen                    |
| 1993 | Joko Suprianto    | Susi Susanti      | Ricky Subagja Rudy Gunawan     | Nong Qunhua Zhou Lei           | Thomas Lund Catrine Bengtsson                  |
| 1991 | Zhao Jianhua      | Tang Jiuhong      | Park Joo-bong Kim Moon-soo     | Guan Weizhen Nong Qunhua       | Park Joo-bong Chung Myung-hee                  |
| 1989 | Yang Yang         | Li Lingwei        | Li Yongbo Tian Bingyi          | Lin Ying Guan Weizhen          | Park Joo-bong Chung Myung-hee                  |
| 1987 | Yang Yang         | Han Aiping        | Li Yongbo Tian Bingyi          | Guan Weizhen Lin Ying          | Wang Pengren Shi Fangjing                      |
| 1985 | Han Jian          | Han Aiping        | Park Joo-bong Kim Moon-soo     | Han Aiping Li Lingwei          | Park Joo-bong Yoo Sang-hee                     |
| 1983 | Icuk Sugiarto     | Li Lingwei        | Steen Fladberg Jesper Helledie | Lin Ying Wu Dixi               | Thomas Kihlström Nora Perry                    |
| 1980 | Rudy Hartono      | Verawaty Wiharjo  | Ade Chandra Christian Hadinata | Nora Perry Jane Webster        | Christian Hadinata Imelda Wiguno               |
| 1977 | Flemming Delfs    | Lene Køppen       | Tjun Tjun Johan Wahjudi        | Etsuko Toganoo Emiko Ueno      | Steen Skovgaard Lene Køppen                    |